# Nabil Begg
Nabil Mohammed Begg (Sorokoba, Fiyi; 17 de marzo de 2004) es un futbolista fiyiano. Juega de centrocampista y su equipo actual es el Auckland City FC de la New Zealand National League. Es internacional absoluto por la selección de Fiyi desde 2022.

## Trayectoria
Formado en las inferiores del Ba F.C., Begg fue promovido al primer equipo en 2021.

## Selección nacional
Debutó en la selección de Fiyi  el 10 de marzo de 2022 ante Vanuatu.

## Clubes
| Club             | País          | Año           |
| ---------------- | ------------- | ------------- |
| Ba F.C.          | Fiyi          | 2021-2024     |
| Auckland City FC | Nueva Zelanda | 2024-presente |